# JAG - Avvocati in divisa
JAG - Avvocati in divisa (JAG) è una serie televisiva statunitense prodotta dal 1995 al 2005. La serie è incentrata sulle vicissitudini di un gruppo di avvocati militari americani del J.A.G., acronimo che identifica la struttura per cui lavorano: il Judge Advocate General.
Il creatore e produttore della serie è Donald P. Bellisario, noto per aver creato altre numerose serie televisive di successo (fra cui, ad esempio, Magnum, P.I. e NCIS - Unità anticrimine).

## Trama

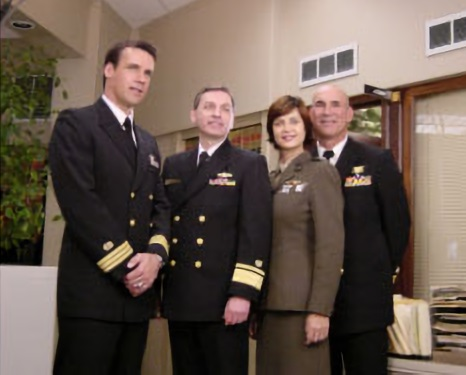
L'Avvocato Generale della Marina degli Stati Uniti, Donald Guter (al centro), in visita al cast principale della serie nel 2001

Protagonisti della serie sono il Comandante Harmon "Harm" Rabb Jr., della Marina degli Stati Uniti, e dalla seconda stagione il Maggiore dei Marine Sarah "Mac" MacKenzie – che sostituisce la precedente partner di Harm, il Tenente Megan "Meg" Austin. Questi si trovano a affrontare numerosi casi su cui indagare e talvolta a confrontarsi anche aspramente in Corte marziale.
Fanno da sfondo agli episodi molti temi, fra cui eventi legati alla guerra o ad azioni militari, oppure incidenti che coinvolgono personale militare; spesso tali temi sono ispirati alla realtà, come il terrorismo e, nelle ultime stagioni, a situazioni sviluppatesi a seguito degli attentati dell'11 settembre 2001, della guerra in Afghanistan e della guerra in Iraq.
Tra i protagonisti Harm e Mac, però, non c'è solo una profonda amicizia e stima; è evidente che tra i due c'è qualcosa di più, una sorta di amore inespresso, e proprio questo sentimento malcelato ma non confessato tra i due protagonisti è uno dei temi ricorrenti della serie.

## Episodi
Negli USA il primo episodio di JAG è stato trasmesso il 23 settembre 1995 dalla rete NBC, che hai poi proseguito nella trasmissione dell'intera prima stagione. Tuttavia, dalla seconda stagione in poi, la serie è passata alla CBS, che lo ha trasmesso regolarmente sino alla sua conclusione. In Italia JAG fa la sua comparsa nel luglio del 1997, trasmesso in prima visione da Rai 2 per tutte le dieci stagioni.
| Stagione         | Episodi | Prima TV originale | Prima TV Italia |
| ---------------- | ------- | ------------------ | --------------- |
| Prima stagione   | 22      | 1995-1996          | 1997            |
| Seconda stagione | 15      | 1997               | 1998            |
| Terza stagione   | 24      | 1997-1998          | 1998            |
| Quarta stagione  | 24      | 1998-1999          | 1999            |
| Quinta stagione  | 25      | 1999-2000          | 2000            |
| Sesta stagione   | 24      | 2000-2001          | 2002            |
| Settima stagione | 24      | 2001-2002          | 2003            |
| Ottava stagione  | 24      | 2002-2003          | 2003            |
| Nona stagione    | 23      | 2003-2004          | 2005            |
| Decima stagione  | 22      | 2004-2005          | 2006            |

## Personaggi e interpreti

### Personaggi principali
- Harmon "Harm" Rabb, Jr. (stagioni 1-10), interpretato da David James Elliott, doppiato da Vittorio Guerrieri.
È protagonista sin dal primo episodio. Harm ha un triste passato: quando aveva solo 6 anni, suo padre, il Tenente Harmon Rabb, Sr., fu uno dei tanti piloti dichiarati M.I.A. (Missing In Action - dispersi in azione) in Vietnam. All'età di 16 anni decide di partire per il Paese asiatico alla ricerca di suo padre, che si conclude però senza esito. La ricerca di quest'ultimo rappresenta un elemento che sarà una costante nella serie. Crescendo matura in lui l'idea di arruolarsi in Marina e ne diventa pilota di F-14 Tomcat e in seguito di F-18 Hornet. Durante il rientro da una missione di volo, fallisce un appontaggio notturno sulla sua portaerei: l'incidente causa la morte del suo RIO (Radar Intercept Officer), ma dall'inchiesta che ne segue viene ritenuto non responsabile: infatti i medici diagnosticano dei problemi di visione notturna. Questo episodio interrompe momentaneamente la sua carriera di pilota della marina. Dopo essersi quindi laureato in legge viene trasferito alla procura militare (JAG). Nell'adempimento dei suoi nuovi compiti ha tuttavia numerose occasioni per sfruttare le sue conoscenze e abilità di pilota nella soluzione dei casi più difficili. Nel corso della serie un innovativo intervento di chirurgia oftalmica risolve il suo problema, permettendogli così di riprendere l'attività di pilota da combattimento, che alterna a quella di avvocato. Scoprirà l'esistenza di un fratello, Sergej, nato dalla relazione del padre con una donna russa.
- Tenente Megan "Meg" Austin (stagione 1), interpretata da Tracey Needham, doppiata da Francesca Guadagno.
- Tenente Colonnello Sarah "Mac" MacKenzie (stagioni 2-10), interpretata da Catherine Bell, doppiata da Roberta Greganti.
È membro del corpo dei Marines, parla correttamente il Farsi (persiano), il russo, il giapponese e il tedesco. Dopo un incarico a Okinawa, in Giappone, entra a far parte del JAG per seguire un'indagine in cui è coinvolto suo zio, il Colonnello Matthew O'Hara. Anche Mac ha avuto un passato difficile, infatti suo padre, Joseph, era un marine alcolizzato e sua madre li abbandonò entrambi quando Mac aveva 15 anni. Questo ha fatto sì che la giovane Sarah cadesse anch'essa nel baratro dell'alcool, venendone tuttavia salvata dallo zio O'Hara che la fece disintossicare e arruolare nei Marine. Dopo essersi laureata in scienze politiche, Mac si è specializzata in legge arrivando finalmente al JAG. È la migliore amica di Harm di cui è segretamente innamorata. La prova più grande che ha dovuto superare è stata quella di apprendere di avere una endometriosi che potrebbe pregiudicare il suo desiderio di avere dei bambini.
- Tenente Bud Roberts (stagioni 2-10, guest 1), interpretato da Patrick Labyorteaux, doppiato da Oreste Baldini.
- Ammiraglio Abelardo (Albert) Jethro "A. J." Chegwidden (stagioni 2-9, guest 1), interpretato da John M. Jackson, doppiato da Oliviero Dinelli.
- Comandante Sturgis Turner (stagione 10, ricorrente 7-9), interpretato da Scott Lawrence, doppiato da Fabrizio Temperini.
- Sergente Jennifer Coates (stagione 10, ricorrente 7-9), interpretata da Zoe McLellan, doppiata da Monica Ward.

### Personaggi secondari
- Ammiraglio e aviatore Thomas Boone (stagioni 1-8), interpretato da Terry O'Quinn, doppiato da Luca Biagini.
- Segretario della Marina Alexander Nelson (stagioni 1-8), interpretato da Paul Collins.
- Tenente Caitlin "Kate" Pike (stagioni 1, 6), interpretata da Andrea Parker, doppiata da Roberta Greganti.
- Harriet Sims-Roberts (stagioni 2-10), interpretata da Karri Turner, doppiata da Francesca Guadagno.
- Clayton Webb (stagioni 2-10), interpretato da Steven Culp, doppiato da Enrico Di Troia.
- Mic Brumby (stagioni 4-7), interpretato da Trevor Goddard, doppiato da Massimo Rossi.
- Sergente Victor Galindez (stagioni 5-9), interpretato da Randy Vasquez, doppiato da Andrea Ward.
- Capitano di corvetta Tracy Manetti (stagione 8), interpretata da Tamlyn Tomita, doppiata da Francesca Fiorentini.
- Magg. Gen. Gordon Creswell (stagione 10), interpretato da David Andrews, doppiato da Massimo Corvo.

## Produzione

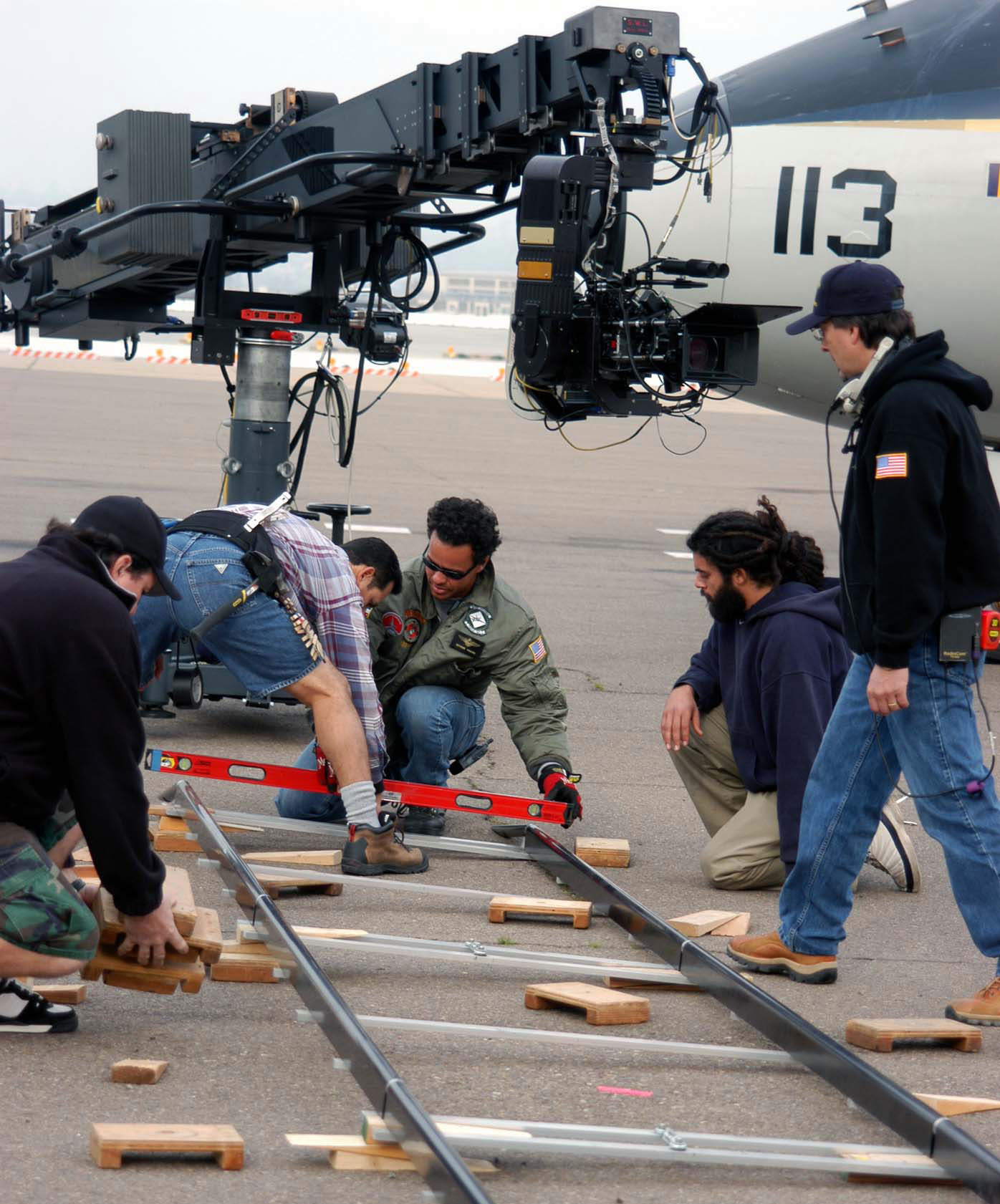
Riprese della serie nel 2005, a bordo di una portaerei ormeggiata alla NAS North Island, in California.

Il protagonista David James Elliott, a partire dalla sesta stagione, è anche regista di alcuni episodi della serie.

### Cast
Il ventiduesimo e ultimo episodio della prima stagione, Accusato, non fu inizialmente trasmesso, in quanto la NBC decise di sospendere JAG. Nell'episodio appare in un piccolissimo ruolo, appena un minuto, l'attrice Catherine Bell nella parte di Diane Schonke, una militare che viene uccisa. La donna risulterà essere una compagna d'accademia di Harm Rabb, dove aveva avuto con la donna una relazione di amicizia fraterna.
Quando la CBS rilevò la serie, il produttore Bellisario rimase così entusiasta dell'interpretazione della Bell che la volle come comprimaria accanto all'attore principale. Quando uscì la seconda stagione, ancora nessuno aveva visto l'episodio "fantasma", che peraltro, pur essendo la prima parte di due episodi previsti, non avrà seguito nella seconda stagione. Quando Harm Rabb vede la sua nuova compagna, dice solamente che gli ricorda una donna che ha conosciuto: piccolo riferimento all'episodio in questione. Solo anni dopo, durante le repliche della prima stagione, è andato in onda l'episodio, ma non sempre viene trasmesso dai network statunitensi. Al contrario, in Europa è trasmesso regolarmente come ultimo episodio della prima stagione.
Per questo motivo la conclusione dell'episodio non si svolge all'inizio della seconda stagione ma nel corso della terza stagione, nell'episodio intitolato Diane, dove l'omicidio di Diane trova finalmente un colpevole. Attraverso delle rievocazioni, infatti, Harm racconta dell'omicidio a Mac, che per la prima volta scopre che, incredibilmente, Diane le assomigliava come una goccia d'acqua e viene a sapere dell'inchiesta relativa al di lei omicidio e del fatto che a quei tempi non venne trovato il colpevole. Non viene menzionato il finale dell'episodio, che vedeva Harm venire arrestato come sospettato di assassinio, né conseguentemente il modo in cui in seguito era stato scagionato.

## Citazioni e riferimenti
Nel quattordicesimo episodio della terza stagione compare il produttore di JAG, Donald P. Bellisario, in un cameo dedicato alla serie In viaggio nel tempo (Quantum Leap) di cui era stato a sua volta produttore. Numerosi sono comunque i riferimenti alla suddetta serie, di cui il Tenente Roberts e il Guardiamarina Sims sono grandi appassionati.

## Altri media

### Spin-off
(Risposta di Leroy Gibbs a un militare, NCIS - Unità anticrimine.)

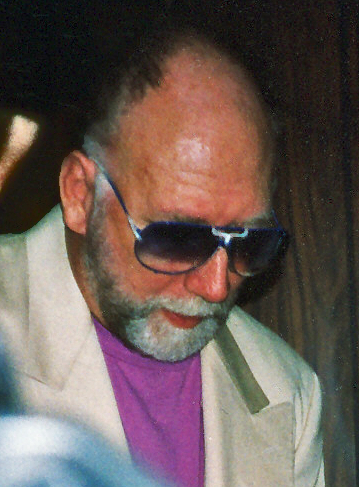
Donald P. Bellisario, produttore di JAG e NCIS, nel 1993.

Nel 2003 la CBS commissionò al produttore di JAG - Avvocati in divisa, Donald P. Bellisario, la realizzazione di NCIS - Unità anticrimine, una nuova serie di stampo militare, i cui protagonisti sono agenti speciali della Naval Criminal Investigative Service (NCIS) della marina militare degli Stati Uniti, un'agenzia incaricata dello svolgimento di indagini in casi criminali in cui sono coinvolti membri della United States Navy. Per presentare i personaggi prima del debutto della serie, Bellisario decise di inserirli attraverso un backdoor pilot della durata di due episodi all'interno dell'ottava stagione di JAG. I protagonisti di NCIS quindi non facevano parte del cast regolare di JAG, e la serie derivata non si può dunque considerare un vero e proprio spin-off, pur se viene comunemente intesa come tale.
Nel ventesimo e ventunesimo episodio dell'ottava stagione di JAG (La regina di ghiaccio e Catastrofe annunciata), la squadra NCIS formata dagli agenti Gibbs, DiNozzo e Blackadder, interpretati rispettivamente da Mark Harmon, Michael Weatherly e Robyn Lively, indaga sul ritrovamento di un cadavere di un ufficiale che si scopre poi essere il tenente Loren Singer, personaggio ricorrente in JAG. Le indagini arrivano fin dentro la procura militare e fino ad accusare dell'omicidio il capitano Rabb. Da notare che il personaggio dell'agente Blackadder compare solo in questi due episodi, sostituito nella serie regolare dapprima da Kate Todd impersonata da Sasha Alexander in seguito, dopo la sua morte, da Ziva David interpretata da Cote de Pablo e infine da Eleanor Bishop interpretata da Emily Wickersham. Nei primi episodi di NCIS compaiono brevemente alcuni protagonisti di JAG, precisamente il sottufficiale Tyner e il tenente Roberts.
L'ammiraglio A. J. Chegwidden compare in un episodio, e inoltre appare nel 15º e 21º episodio dell'ottava stagione di NCIS: Los Angeles; sempre in questa, negli ultimi due episodi della decima stagione ricompaiono Harmon Rabb (ancora in servizio a bordo di una portaerei) e Sarah McKenzie (passata all'intelligence); dal breve scambio tra i due, si deduce che la loro storia sia finita.

## Edizione italiana
Il ventiduesimo episodio della terza stagione, intitolato Un bacio per l'ammiraglio non è stato trasmesso durante la prima programmazione della serie in Italia. La trama dell'episodio ricalca indirettamente gli avvenimenti della strage del Cermis del 3 febbraio 1998, quando un aereo militare statunitense in volo a bassissima quota tranciò con la coda il cavo della funivia del Cermis, in Val di Fiemme; l'incidente provocò la morte di 19 passeggeri e del manovratore. L'episodio è stato trasmesso per la prima volta solo durante le repliche del 2005.
Inoltre, il 26 gennaio 1998, la serie fu vista da 4.943.000 telespettatori.